# Loganina
La Loganina es uno de los glucósidos iridiodes más conocidos. Su nombre deriva de Loganiaceae, tras haber sido aislado de las semillas de un miembro de esa familia de plantas, en concreto de Strychnos nux-vomica el árbol que produce la nuez vómica de la cual se extrae la estricnina. También la producen Alstonia boonei (Apocynaceae ), (un árbol medicinal de África Occidental) y el arbusto medicinal Desfontainia spinosa (Columelliaceae) nativo de América Central y América del Sur. 

## Biosíntesis
La loganina se forma a partir del ácido logánico en una reacción catalizada por la enzima loganato O-metiltransferasa (LAMT). La loganina luego puede actuar como sustrao para la enzima secologanina sintasa (SLS) la cual produce secologanina, un monoterpeno secoiridoide que se encuentra formando parte de los alcaloides de la ipecacuana e indol terpénicos.

## Usos médicos
La loganina exhibe una actividad analgésica y excitatoria del sistema nervioso central y ocupa una posición clave en la biogénesis de ciertos alcaloides de tipo indol como los que se encuentran en el Yohimbe (Pausinystalia johimbe, antes conocido como Corynanthe yohimbe de la familia Rubiaceae), un árbol medicinal que se encuentra en los trópicos de África occidental y que destaca por sus propiedades afrodisíacas.